# Väyrynenite
La väyrynenite è un minerale.